# Катериновский сельский совет (Лебединский район)
Катериновский сельский совет (укр. Катеринівська сільська рада) — входит в состав
Лебединского района
Сумской области
Украины.
Административный центр сельского совета находится в 
с. Катериновка
.

## Населённые пункты совета
- с. Катериновка
- с. Алексеевка
- с. Великие Луки
- с. Грунь
- с. Степовое

## Ликвидированные населённые пункты совета
- с. Верхнее